# La torre de Babel (pel·lícula)
La torre de Babel és un telefilm espanyol rodat en 2007 i dirigida per Giovanna Ribes. Ha estat doblat al català i emès a TV3 i a RTVV

## Argument
A un edifici en construcció s'hi han aixoplugat un grapat d'immigrants. Tots ells procedeixen de diferents llocs (Cuba, Colòmbia, Sàhara, Romania, Veneçuela...) i cadascú ho fa per motius diferents. El guàrdia de seguretat de l'edifici els cobra per quedar-s'hi de nit. Això genera tensió que acaba en un enfrontament entre el guàrdia i els immigrants, que aleshores decideixen atrinxerar-s'hi i plantar cara a qualsevol que vulgui fer-los fora. D’antuvi es mantenen units, però aviat sorgiran les diferències entre ells.

## Repartimwnr
- Hamid Kim com Tahwalu.
- Andrés cavallin com Elpidio.
- María Almudéver com Lucía
- Patrícia Ercole com Carmenza.
- Martín Brassesco com Wilson.
- Ramon Fontserè com Don Luis.
- Xavier Serrat com Alfredo.
- Richar Mestres com Cholo.
- Antonio Valero com Ernesto.
- Neus Agulló com Senyora Dolores.

## Producció
És una coproducció de Radiotelevisió Valenciana amb TV3 nascuda de la col·laboració entre la productora valenciana Tarannà Films i la catalana Factotum. El gruix del rodatge es va fer al districte 22@ de Barcelona, però la localització principal és a l'edifici Veles e Vents, al Port de València. El rodatge va durar quatre setmanes.

## Reconeixements
- XXIX edició de la Mostra de València (2008), Premi a la millor fotografia de la Mostra Cinema Valencià.[4]
- X PREMIS TIRANT (2008), Nominada a millor actriu, millor guió original, millor direcció i menor pel·lícula.
- V Festival de Cinema d'Alacant[5] (2008), Selecció oficial en la secció oficial de Cinema Solidari.
- Festival Inquiet (2007), Secció oficial.
- Festival de la Integració (2007), Presentació oficial per a la comunitat de València.
- PREMIS TIRANT (2005), Premi al guió en millor projecte TVMovie, RTVV, FIA-UIMP, amb la col·laboració de PILOTS.